# فورویچی کوفونگون
فورویچی کوفونگون (به ژاپنی: 古市古墳群 Furuichi kofungun) یک گروه شامل ۱۲۳ کوفون یا گورپشته در هابی‌کینو، اوساکا، استان اوساکا، ژاپن است.